# Protrama longitarsus
Protrama longitarsus är en insektsart som först beskrevs av Ferrari 1872.  Protrama longitarsus ingår i släktet Protrama och familjen långrörsbladlöss.

## Underarter
Arten delas in i följande underarter:
- P. l. longitarsus
- P. l. sclerodensis